# Chiesa dell'Assunta (Nule)
La chiesa dell'Assunta, in loco chiamata "di Mesaustu", è un edificio religioso situato a Nule, centro abitato della Sardegna centrale; consacrata al culto cattolico, fa parte della parrocchia della Natività di Maria, diocesi di Ozieri.

Edificata nel '500 è stata in passato la parrocchiale di Nule. La chiesa presenta un'aula a tre navate separate da arcate a tutto sesto; contiene un altare ligneo di pregevole fattura.